# Parazaona nordenskjoeldi
Parazaona nordenskjoeldi är en spindeldjursart som först beskrevs av Albert Tullgren 1908.  Parazaona nordenskjoeldi ingår i släktet Parazaona och familjen blindklokrypare. Inga underarter finns listade i Catalogue of Life.